# Kadulimus
Kadulimus is een bestuurslaag in het regentschap Pandeglang van de provincie Banten, Indonesië. Kadulimus telt 3660 inwoners (volkstelling 2010).